# Adrian Iwanowitsch Piotrowski

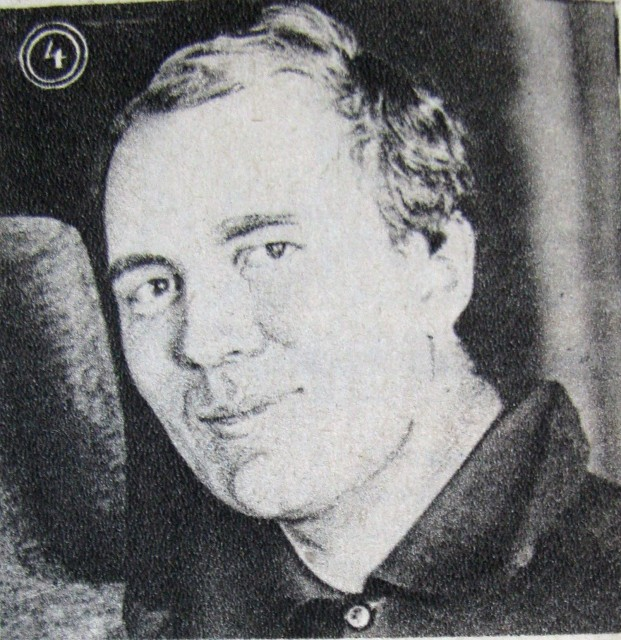
Adrian Piotrowski (1926)

Adrian Iwanowitsch Piotrowski (russisch Адриан Иванович Пиотровский; 8. November 1898,  Vilnius, Russisches Kaiserreich – 21. November 1937, Leningrad, Sowjetunion) war ein russisch-sowjetischer Dramaturge, Übersetzer, Philologe und Dramatiker, Literatur- und Theaterkritiker sowie Drehbuchautor. Er gilt als einer der Begründer der sowjetischen Theater- und Filmwissenschaft. Er war unter anderem Leiter des literarischen Teils des Bolschoi-Theaters sowie künstlerischer Leiter bei Lenfilm. Außerdem ist er Mitautor des Librettos des Balletts Der helle Bach op. 39 von Dmitri Schostakowitsch.

## Leben
Piotrowski wurde am 8. November 1898 in Vilnius im russischen Kaiserreich geboren. 1923 schloss er das Studium der klassischen Philologie an der Petrograder Universität ab. Ab 1923 war er Leiter der literarischen Abteilung des Bolschoi-Theaters bis 1927. Von 1925 bis 1932 war er Leiter des Theaters TRAM (russisch Театр рабочей молодёжи). Ab 1928 bis zu seinem Todesjahr war er künstlerischer Leiter von Sovkino, welches später Lenfilm wurde. 1935 bekam er die Auszeichnung Verdienter Künstler der RSFSR. Von 1933 bis 1936 war er zudem Leiter des Michailowski-Theaters.
Für sein Libretto zu Schostakowitschs Der helle Bach op. 39 wurde er in der Prawda attackiert, welche damals die offizielle Zeitung der KPdSU war. Am 10. Juli 1937 wurde Piotrowski aufgrund des Vorwurfes der Spionage und Sabotage vom NKWD verhaftet und am 21. November 1937 in Gefangenschaft in Leningrad erschossen.